# Cupid's Roundup
Cupid's Roundup è un film muto del 1918 diretto da Edward LeSaint che ha come interpreti principali Tom Mix, Wanda Hawley, Edwin B. Tilton.
La storia originale di Scarborough, da cui è stato tratto il soggetto del film, si intitolava Cupid's Checkerboard.

## Trama
Due vecchi amici, James Kelly e Tom Baldwin, decidono che Larry e Helen, i loro figlioli, si sposeranno tra di loro. I due ragazzi, che non si conoscono, si preparano a incontrarsi. Larry, che vuol mettere a frutto il breve tempo che gli resta prima del matrimonio combinato, progetta di avere un'avventura. Sul treno, viene colpito da una bella ragazza che lo affascina. Senza sapere che quella è proprio la sua futura moglie, decide di conquistarla e, sceso dal treno, cerca lavoro in un ranch che si trova nelle vicinanze della casa della ragazza. Helen, dal canto suo, vuole sondare il futuro marito. Senza rivelarsi, finge di essere solo una cameriera.
Al ranch, Tom incontra delle difficoltà. Confrontandosi con dei ladri di bestiame, viene accusato di omicidio e deve scappare. A cavallo, raggiunge il treno su cui riesce a salire nella fuga. Lì, si troverà davanti alla sua promessa sposa, scoprendo che la ragazza di cui si è innamorato non è altri che Helen.

## Produzione
Il film fu prodotto dalla Fox Film Corporation.

## Distribuzione
Distribuito dalla Fox Film Corporation, il film uscì nelle sale cinematografiche USA il 13 gennaio 1918.